# Меландаха (подокруг)
Меландаха (бенг. মেলানদহ, англ. Melandaha) — подокруг на севере Бангладеш в составе округа Джамалпур. Образован в 1925 году. Административный центр — город Меландаха. Площадь подокруга — 239,65 км². По данным переписи 1991 года численность населения подокруга составляла 262 478 человек. Плотность населения равнялась 1095 чел. на 1 км². Уровень грамотности населения составлял 17,4 %. Религиозный состав: мусульмане — 98,52 %, индуисты — 1,44 %, прочие — 0,04 %.